# Olgiata
Olgiata è una frazione di Roma Capitale, situata in zona Z. LI La Storta, nel territorio del Municipio Roma XV (ex Municipio Roma XX) di Roma Capitale.
Situata all'esterno del Grande Raccordo Anulare, l'Olgiata sorge parzialmente sul territorio della città etrusca di Veio, stretta fra la ferrovia regionale FL3 ad ovest e la via Cassia ad est, e sul territorio dell'ex Casale di San Nicola.

## Storia
In epoca antica il territorio dell'Olgiata faceva parte dei possedimenti etruschi, in particolare della città di Veio, le cui tracce sono visibili in alcuni cunicoli artificiali. Con l'ascesa di Roma la zona divenne rurale, con ville e fattorie, similmente alle vicine Casalotti e Primavalle. La fine dell'Impero romano fa sì che l'area rimanga disabitata per molto tempo finché Papa Zaccaria fondò delle colonie agricole nella campagna romana, tra le quali quella di Galeria comprendente anche il territorio dell’Olgiata.
Nei secoli successivi il territorio appartenne a varie compagnie religiose e, dal 1081, alla Basilica di San Paolo fuori le mura. In seguito il territorio, conteso tra le principali famiglie baronali di Roma, passò a far parte del ducato di Bracciano, parte come territorio di Cesano e parte come territorio di Isola Farnese. Nel 1566 la famiglia degli Olgiati, ricchi banchieri emigrati da Milano, con Alessandro Olgiati, comprò dagli Orsini le terre con le quali costituì la tenuta di 878 ettari che da loro prese il nome di Olgiata.
Nel 1645 il territorio passò ai Franceschi i quali a loro volta lo vendettero nel 1744 ai Chigi. Questi lo possedettero con titolo di signoria fino alla prima metà del XX secolo, con un'estensione di circa 848 ettari, per essere poi ceduto alla famiglia Incisa della Rocchetta nel 1930 che vi avviò l'allevamento di cavalli purosangue Dormello-Olgiata, impiantando boschi e restaurando il casale.
Alla fine degli anni cinquanta tra i proprietari e la Società Generale Immobiliare venne costituita l’Olgiata Romana S.p.A allo scopo di urbanizzare il comprensorio, evento che si realizzò nel 1968 con una Convenzione stipulata tra le parti ed il Comune di Roma. Sorsero così molte ville acquistate da famiglie facoltose di Roma che ne hanno fatto una zona residenziale d'élite ed esclusiva. Proprio in una villa del comprensorio venne uccisa, il 10 luglio 1991, la contessa Alberica Filo della Torre, in quello che fu denominato il "delitto dell'Olgiata".

## Il comprensorio
Gli ingressi sono tre: uno esclusivamente pedonale con accesso automatizzato, per raggiungere la vicina stazione di Olgiata  sul lato sud ovest, e due carrabili, l'Ingresso Nord dal viadotto dell'Olgiata e l'Ingresso Sud da via Antonio Conti, anche se essi non si trovano perfettamente agli opposti del comprensorio ma sono molto vicini tra di loro.

## Collegamenti
|  | È raggiungibile dalla stazione di Olgiata. |